# オウル川
オウル川は、フィンランド中部を流れる川である。オウル湖に端を発し、西に流れオウルにてボスニア湾に注ぐ。
かつては木材運搬のための水運が盛んであったが、現在では水力発電が主要となっている。発電所は12ヶ所あり、総発電出力は541メガワットになる。